# Gustav III:s faddertecken
Gustav III:s faddertecken (GIII:sFadt) är ett svenskt kungligt minnestecken som instiftades av Gustav III vid sonen Gustav Adolfs dop den 10 november 1778.

## Bakgrund
Den nye kronprisen Gustaf Adolf föddes den 1 november 1778, och dopet bestämdes till den 10 november. Dagen innan dopet hade kungen meddelat Rikets ständer att de skulle utse ett antal faddrar för prinsen. Aderton från Ridderskapet och adeln, nio från Prästeståndet, nio från Borgarståndet och nio från Bondeståndet. Dessutom blev även de fyra talmännen för respektive stånd fadder, vilket totalt ger 49 faddrar.
På dagen för dopet hämtades samtliga faddrar av Överhovstallmästare greve Adolph Fredric Lewenhaupt i en vagn förspänd med sex hästar, och kördes till Slottskyrkan där landets främste adelsman, och en av faddrarna, greve Magnus Fredrik Brahe, höll kronprisen vid dopet.

## Faddertecknet
Faddrarna inom adeln och prästerskapet erhöll faddertecknet i guld som visar kungens bröstbild, omgiven av en krans utformad som lager i grön emalj med lagerbär i röd emalj, ihopbundet med rosetter ovan och under bröstbilden. Beroende på klass skilde sig dock dessa åt, grevarna och Lantmarskalken fick brillianterade tecken där rosetterna och ett extra vidhänge nedtill var besatta med rosenstenar. Friherrarna fick tecken där bägge rosetterna var brillianterade, vilket även biskoparna fick. Ärkebiskopen fick ett eget tecken där hela kransen är brilljanterad med rosenstenar. Adelsmännen i riddarklassen, obetitlad högadel, fick tecken där endast den övre rosetten var brillianterade. Adelsmännen i svenneklassen, lågadel, fick inte briljanterade tecken, utan rosetterna runt bröstbilden var emaljerade i rött, detta tecken fick även övriga mottagare inom prästeståndet samt borgarståndets talman.
Tecknet bars i en kedja, utformad som en länk i två rader, om halsen. Kedjan var i guld för samtliga adelsmän, ärkebiskopen och biskoparna. Övriga inom prästerskapet samt borgarståndets talman fick liknande kedjor som var av förgyllt silver.
I tidningen Dagligt Allehanda den 29 december 1778 beskrivs tecknet på följande sätt;
| ” | Den Kongl. bröstbilden, som är arbetad à jour, omgifves af en emaillerad krants, hwilken liknar lager, och hwilken åfwan och nedantil är brillianterad, mera rikt för Grefwarne och Landt-marschalken, mindre rikt åter för Friherrarne och Biskoparne samt allena ofvantil med brillianter besatt för herrar Ledamöterne af Riddare-classen. Den, som åt Ärche-Biskopen åtlämnades, är i kransen rundt omkring rikt besatt med Rosenstenar, och den som åt Borgerskapets Taleman Rådman Ekerman skänktes, liknar de allmänna, som åt den öfriga Adelen och Prästerskapet blifvit gifne. De andra, som till Borgare-Ståndets Ledamöter utdelades, består uti en Medaille af Guld, föreställande Konungens Bröstbild uti ked, hwarmed Bonde-Ståndets Taleman undfick en aldeles lika. Kjederna alla dubbla, äro att hänga öfwer halsen, och af Guld för samtelige af Ridderskapet och Adelens Ledamöter, för Ärche-Biskopen och Biskoparne, samt af Silfver förgyldt för de öfrige. | „ |

### Faddertecknet för borgarna
Borgarståndet fick en enklare medalj i guld med kungens bröstbild att bäras i en förgylld silverkedja om halsen.

### Faddertecknet för bondeståndet
Bondeståndet fick en kastpenning i silver att bäras i ett band i svart och gult (Vasaättens färger), samt en vase (kärve) i förgyllt silver att bära på rocken som skulle ärvas av äldste sonen, och därmed bli ärftlig. Vasen hade även en inskription; gifvit af konung Gustaf III til riksdagsfullmäktigen NN som var fadder til Sveriges kronprints Gustaf Adolph den 10 november 1778.
Talmannen i bondeståndet Anders Mattsson fick dock samma medalj som borgarståndets faddrar, som också bars i en förgylld silverkedja om halsen.
I Dagligt Allehanda den 29 december 1778 beskrivs bondeståndets tecken på följande sätt;
| ” | ...och åt de utsedde Ledamöterna af det Hederwärda Bonde-Ståndet en Wase af Silwer förgyldt at fästas på bröstet. | „ |

## Utdelning
Faddertecknen delades personligen ut av Gustav III innan drottning Sofia Magdalenas kyrktagning den 27 december 1778 i Stockholm

## Mottagare
| Stånd         | Bild | Namn                         | Titel                                           |
| ------------- | ---- | ---------------------------- | ----------------------------------------------- |
| Adeln         |      | Magnus Fredrik Brahe         | Greve                                           |
| Adeln         |      | Charles Emil Lewenhaupt      | Greve                                           |
| Adeln         |      | Pontus Fredrik De la Gardie  | Greve                                           |
| Adeln         |      | Hugo Herman von Saltza       | Friherre Lantmarskalk                           |
| Adeln         |      | Carl Oxenstierna             | Friherre                                        |
| Adeln         |      | Axel Eric Gyllenstierna      | Friherre                                        |
| Adeln         |      | Arvid Fredrik Kurck          | Friherre                                        |
| Adeln         |      | Fredrik Adolf Ulrik Sparre   | Riddare                                         |
| Adeln         |      | Gustaf Ulfsparre             | Riddare                                         |
| Adeln         |      | Åke Soop                     | Riddare                                         |
| Adeln         |      | Carl Fredrik Bonde           | Riddare                                         |
| Adeln         |      | Gustaf Natt och Dag          | Riddare                                         |
| Adeln         |      | Gustaf Ribbing               | Riddare                                         |
| Adeln         |      | Pehr Elias Gyllenstorm       | Sven                                            |
| Adeln         |      | Eric Magnus Cronacker        | Sven                                            |
| Adeln         |      | Samuel Jacob Åkerhielm       | Sven                                            |
| Adeln         |      | Simon Gustaf von Kothen      | Sven                                            |
| Adeln         |      | Johan Carl Schmiedeberg      | Sven                                            |
| Adeln         |      | Hinric Richard Riddersköld   | Sven                                            |
| Prästeståndet |      | Carl Fredrik Mennander       | Ärkebiskop och Prästeståndets talman            |
| Prästeståndet |      | Jakob Haartman               | Biskop i Åbo stift                              |
| Prästeståndet |      | Gabriel Thimotheus Lütkemann | Biskop i Visby stift                            |
| Prästeståndet |      | Paul Krogius                 | Domprost i Borgå stift                          |
| Prästeståndet |      | Olof Celsius                 | Biskop i Lunds stift                            |
| Prästeståndet |      | Lars Benzelstierna           | Biskop i Västerås stift                         |
| Prästeståndet |      | Johan Rogberg                | Domprost i Växjö stift                          |
| Prästeståndet |      | Johan Wingård                | Hovpredikant och kyrkoherde i Jakobs församling |
| Prästeståndet |      | Peter Nensén                 | Kyrkoherde i Klara församling                   |
| Prästeståndet |      | Anders Knös                  | Domprost i Skara                                |
| Prästeståndet |      | Johan Michael Fant           | Domprost i Västerås                             |
| Borgarståndet |      | Carl Fredrik Ekerman         | Rådman i Stockholm och Borgarståndets talman    |
| Borgarståndet |      | Anders Wendelius             | Handelsman i Stockholm                          |
| Borgarståndet |      | Olof Ramén                   | Borgmästare i Torneå                            |
| Borgarståndet |      | Johan Gustaf Lenning         | Fabrikör och handelsman i Nyköping              |
| Borgarståndet |      | Johan Richert                | Rådman i Karlshamn                              |
| Borgarståndet |      | Johan Sederholm              | Handelsman i Helsingfors                        |
| Borgarståndet |      | Ernst Pape                   | Borgmästare i Arboga                            |
| Borgarståndet |      | Daniel Nyström               | Handelsman i Kalmar                             |
| Borgarståndet |      | Theodor Nils Ahlander        | Handelsman i Uppsala                            |
| Borgarståndet |      | Sven Roos                    | Bryggare i Stockholm                            |
| Borgarståndet |      | Anders Wendelius             | Handelsman i Stockholm                          |
| Bondeståndet  |      | Anders Mattsson              | Bonde i Malmöhus län och Bondeståndets talman   |
| Bondeståndet  |      | Johan Andersson              | Bonde i Uppsala län                             |
| Bondeståndet  |      | Johan Grandin                | Bonde i Uppsala län                             |
| Bondeståndet  |      | Lars Torbiörnsson            | Bonde i Göteborgs och Bohus län                 |
| Bondeståndet  |      | Peter Hultman                | Bonde i Närkes och Värmlands län                |
| Bondeståndet  |      | Mattke Backman               | Bonde i Vasa län                                |
| Bondeståndet  |      | Nils Svensson                | Bonde i Kristianstads län                       |
| Bondeståndet  |      | Mickel Persson               | Bonde i Blekinge län                            |
| Bondeståndet  |      | Gabriel Månsson              | Bonde i Jönköpings län                          |
| Bondeståndet  |      | Sven Håkansson               | Bonde i Jönköpings län                          |

## Bilder

Närbild på ett faddertecken för grevarna, med brillianterade rosetter och vidhänga. I Skokloster slotts samlingar.
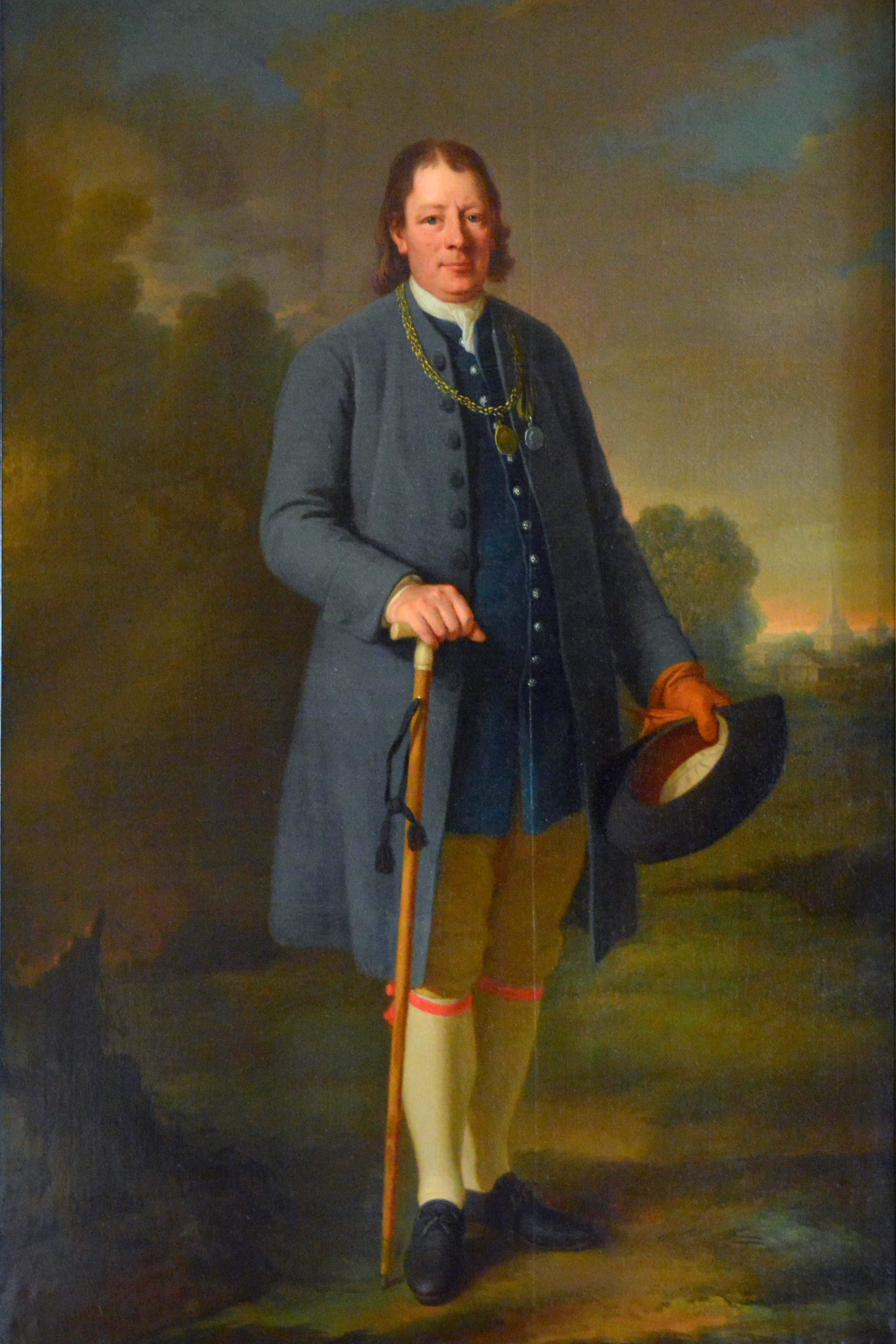
Bondeståndets talman Anders Mattsson, avporträtterad av Per Krafft den äldre, runt halsen ses hans faddertecken. Samt på bröstet kastpenningen i sitt svartgula band.
Greve Magnus Fredrik Brahe, med faddertecknet runt halsen.
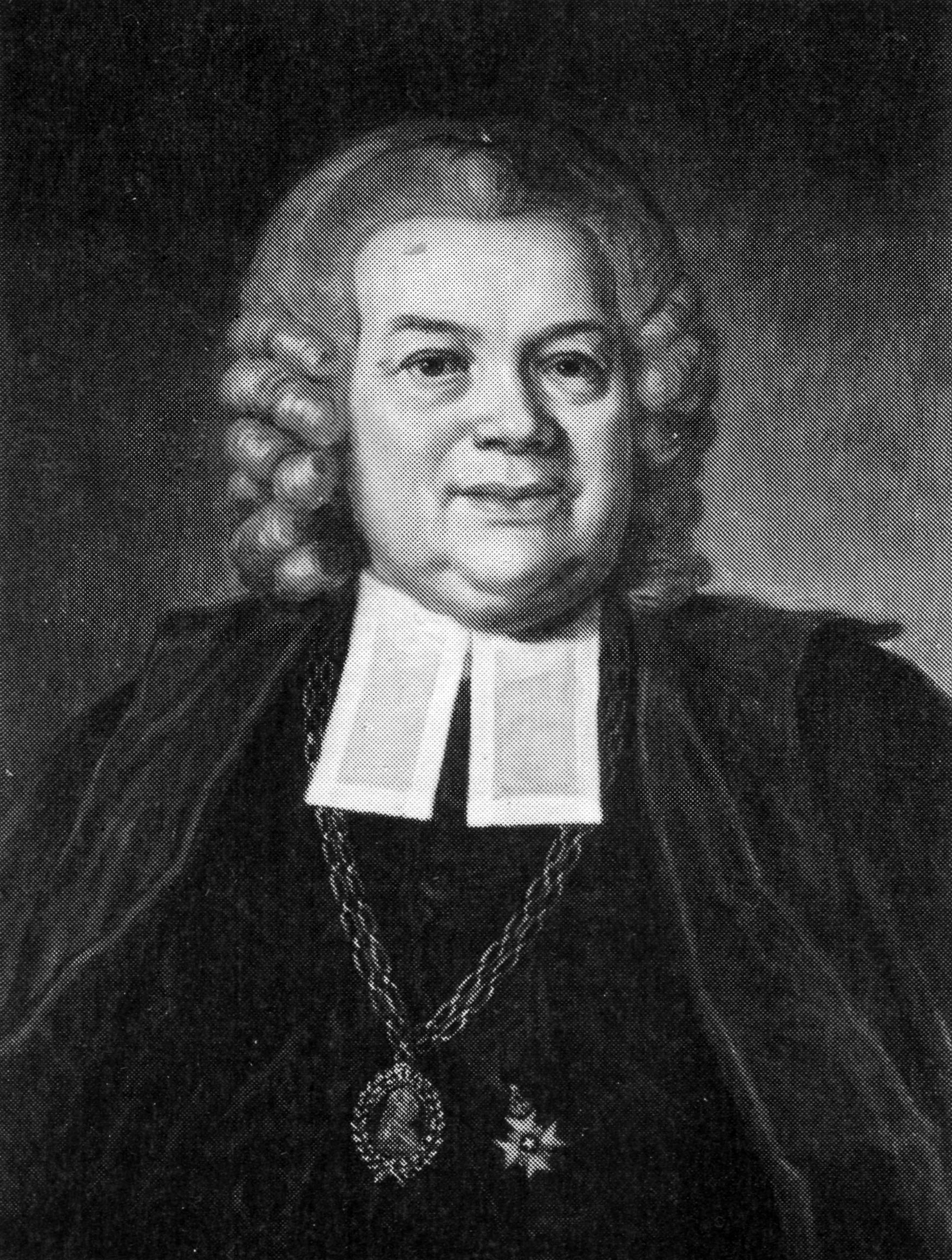
Ärkebiskop Carl Fredrik Mennander med faddertecknet runt halsen.
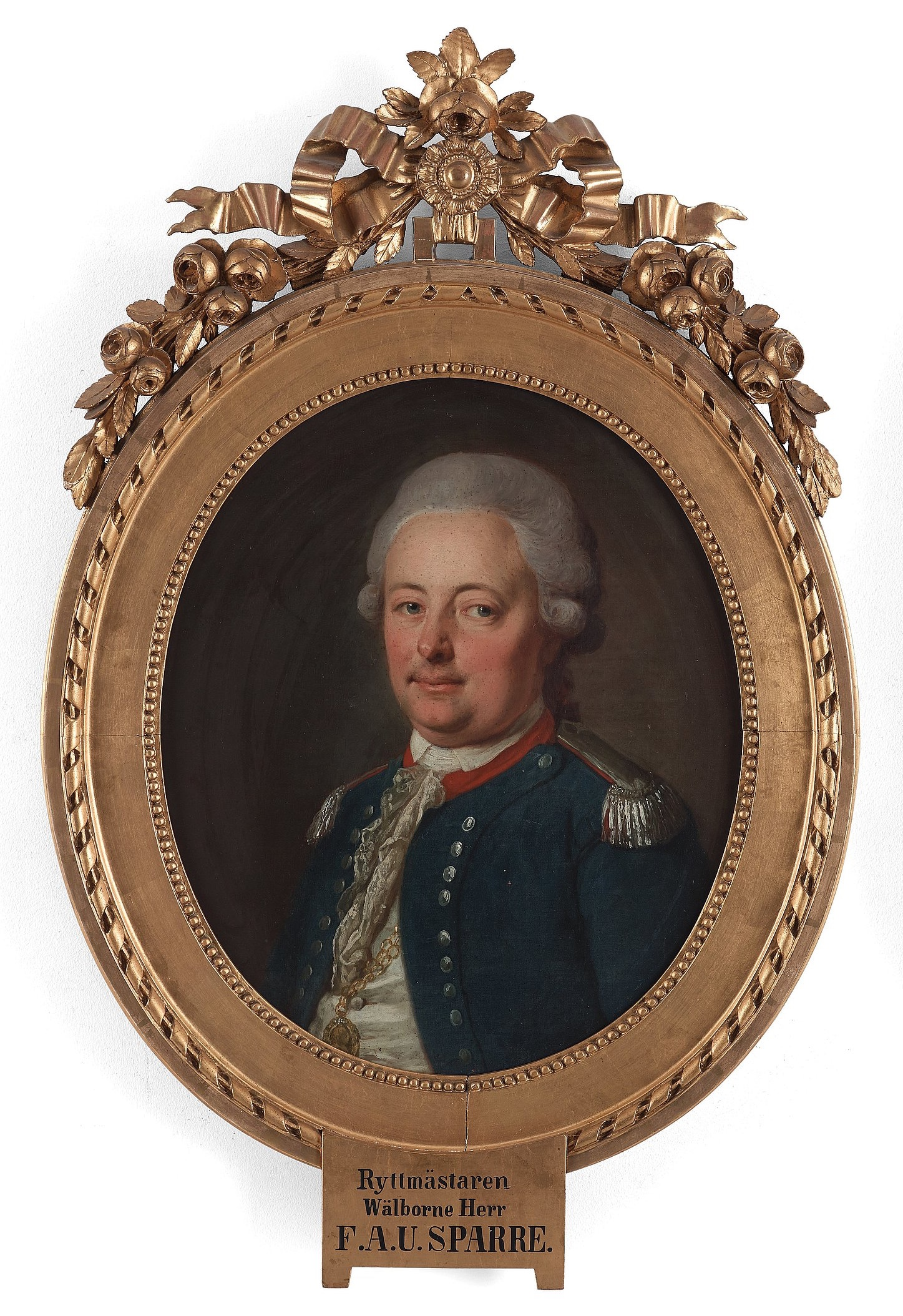
Fredrik Adolf Ulrik Sparre med adelsståndets fadertecken runt halsen.
Domprosten Michael Fant, med prästeståndets faddertecken runt halsen.
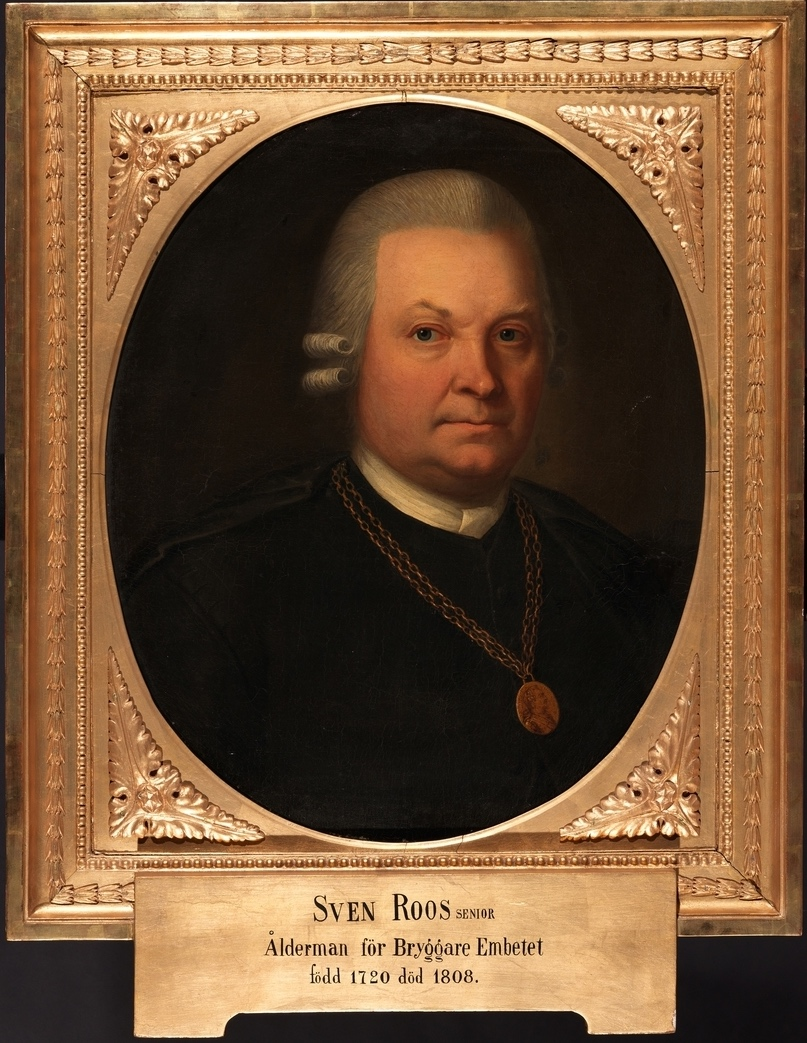
Bryggaren Sven Roos med borgarståndets faddertecken runt halsen.

## Källförteckning
- Svensk numismatisk tidskrift, årgång 2006, nummer 7, november. Sid 168-169.
- Svenska folket genom tiderna, 7. Den gustavianska kulturen. Ewert Wrangel, 1940. Sid 21-26.

1. ↑  Information om faddrar.

- Dagligt Allehanda, 29 december 1778, sid 1-2.